# Serdar Berdimuhamedow
Pour les articles homonymes, voir Berdimuhamedow.
Serdar Gurbangulyýewiç Berdimuhamedow (en russe : Сердар Гурбангулыевич Бердымухамедов, transcrit en Serdar Gourbangouliévitch Berdimoukhamedov, la forme la plus utilisée), né le 22 septembre 1981 à Achgabat (RSS du Turkménistan, Union soviétique), est un homme politique turkmène. 
En 2022, après la démission de son père, Gurbanguly Berdimuhamedow, il remporte l'élection présidentielle anticipée et devient le nouveau président de la république du Turkménistan le 19 mars 2022.

## Biographie
Étudiant de l'Académie diplomatique du ministère des Affaires étrangères de Russie, Berdimuhamedow obtient par ailleurs un doctorat à l'Académie turkmène des Sciences et travaille un temps à la mission permanente du Turkménistan auprès des Nations unies à Genève. Il est également lieutenant-colonel dans les forces armées turkmènes. Il est aussi diplômé de l'université turkmène d'agriculture (en). Il maîtrise le turkmène, le russe et l'anglais.

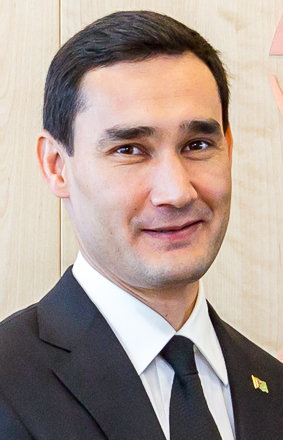
Serdar Berdimuhamedow en 2018

Un temps adjoint au ministre de l'Agriculture dans le gouvernement que mène son père, il est ensuite haut fonctionnaire au ministère des Affaires étrangères avant d'être élu à l'Assemblée du Turkménistan comme député d'une circonscription de la province d'Ahal à l'occasion d'une élection partielle le 20 novembre 2016. 
En mars 2018 il est nommé adjoint au ministre des Affaires étrangères Rachid Meredov. En janvier 2019 il est nommé adjoint au gouverneur d'Ahal, avant d'être promu gouverneur en juin. En février 2020 il est fait ministre du Bâtiment et des Industries. À partir de cette époque, il est de plus en plus admis que le président Gurbanguly Berdimuhamedow cherche à imposer son fils pour qu'il hérite de son poste à la tête de l'État. En février 2021 son père le nomme vice-président du Cabinet des ministres chargé des Technologies innovantes ; en juillet, cette fonction est abrogée et Serdar Berdimuhamedow demeure vice-président du Cabinet des ministres mais chargé cette fois des Questions économiques et financières. Bien qu'il soit vice-président du Cabinet des ministres, il n'y a pas de Premier ministre, son père président étant à la fois chef de l'État et chef du gouvernement. Ce dernier donne pour directives à Serdar Berdimuhamedow d'accentuer les privatisations de biens et d'entreprises publiques, d'attirer davantage d'investissements étrangers et d'encourager un accroissement de la production interne au pays pour doper les exportations et réduire les importations.
Le 14 février 2022, il est nommé candidat à l'élection présidentielle de mars 2022 par le Parti démocratique du Turkménistan,. La commission électorale annonce sa victoire le 15 mars avec environ 73 % des voix. La passation de pouvoir entre les Berdimuhamedow père et fils intervient le 19 mars au palais présidentiel d'Oguzhan dans la capitale Achgabat.